# Svarstad
Svarstad est une agglomération de la municipalité de Larvik, dans le comté de Vestfold, en Norvège.

## Description
Elle se situe près du Numedalslågen, à environ 46 kilomètres au nord du centre de Larvik et à environ 11 kilomètres au sud de Hvittingfoss dans la municipalité de Kongsberg. Svarstad était le centre administratif de l'ancienne municipalité de Lardal.
L'église de Svarstad y a été construite en 1657. Le bâtiment est en bois et compte 220 places. Elle est entourée du cimetière, et à quelques centaines de mètres au sud-est se trouve le presbytère.
Elle est située dans une zone forestière très populaire pour la randonnée.

## Galerie

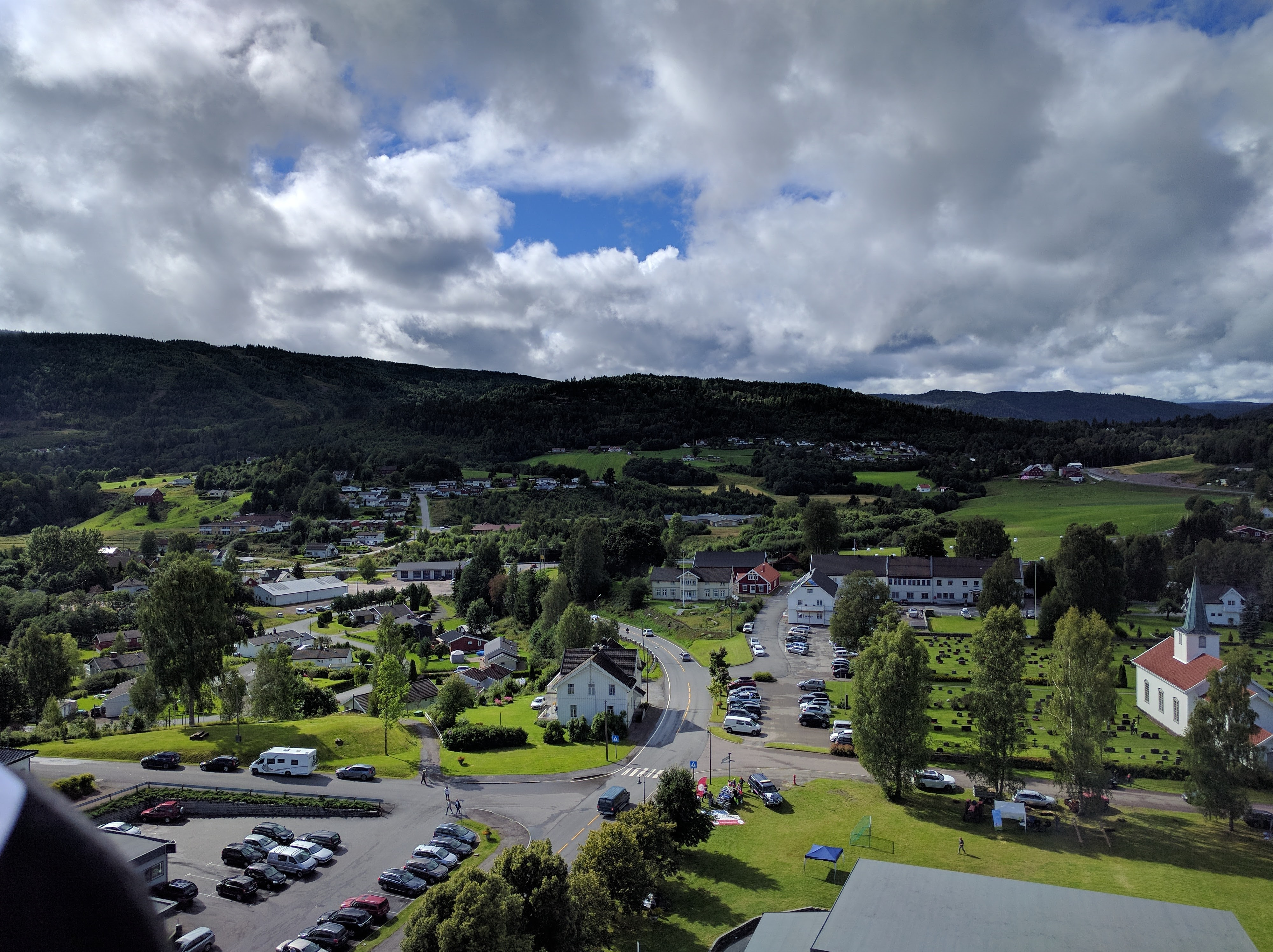
Le centre de l'agglomération
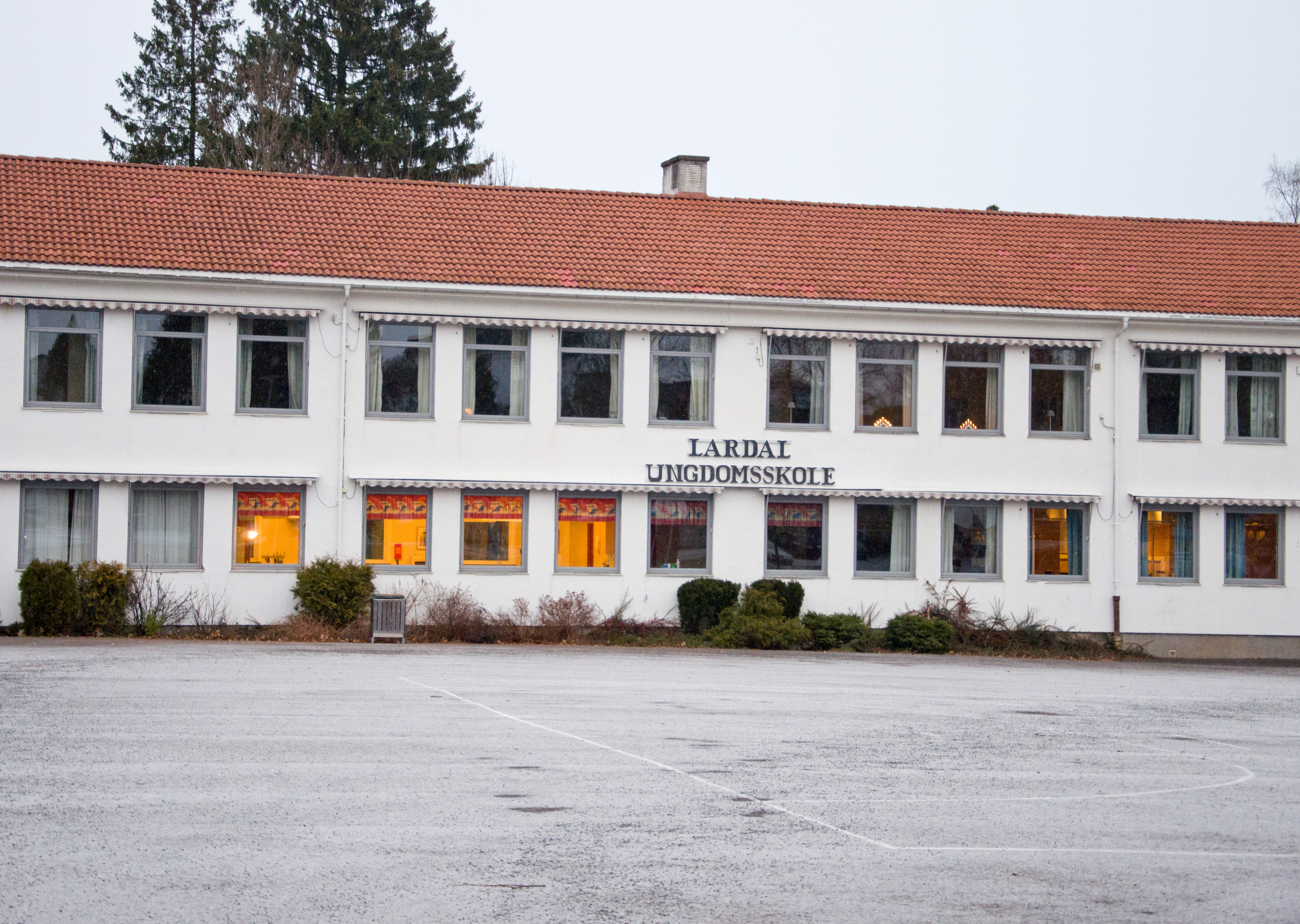
L'école